# Scarabeo 7
Le Scarabeo 7  est un navires de forage semi-submersible en eau profonde de 5ème génération (ultra-deep water drillship en anglais). Il appartient au plus grand fournisseur de services offshore italien Saipem, ancienne filiale de la société énergétique Eni. Ce navire poseur de canalisations autopropulsé à positionnement dynamique qui a été construit en1980 par le chantier naval suédois de Göteborg, navigue sous le pavillon de complaisance des Bahamas, enregistré au port de Nassau.